# Boeing Model 306
Dimensions
Boeing Model 306 est une désignation attribuée à une série d'avions développés en 1935. Cette série comprend le  Bombardier Model 306, l' Hydravion Model 306 et l' Avion de Passagers Model 306A.

## Conception
En 1935, Boeing a élaboré plusieurs configurations d'avions basées sur le Boeing XB-15 et sur l'avion-clipper Boeing 314. Ces conceptions, caractérisées par l'absence de queue, présentaient des ailerons étendus et une flèche constante d'environ 35 degrés. Cependant, l'hydravion manquait de flotteurs stabilisateurs, ce qui limitait ses performances en milieu aquatique. L'innovation notable de ces conceptions était l'adoption d'un train d'atterrissage tricycle, qui était peu courant à l'époque.

## Variantes
Boeing Model 306
Un bombardier lourd, inspiré du Boeing XB-15, utilisant des moteurs Allison V-1710.
Boeing Model 306 Hydravion
Un hydravion ayant un fuselage similaire au Boeing 314, également équipé de moteurs Allison V-1710.
Boeing Model 306A Avion de Passagers
Un avion de passagers conçu pour être propulsé par quatre moteurs radiaux Pratt & Whitney S1EG Hornet.

## Spécifications
Nom : Boeing Model 306
Type : Bombardier lourd, Hydravion de passagers, Avion de passagers
Fabricant : Boeing
Année d'introduction : 1935
Variantes :
- Boeing Model 306 : Bombardier lourd, avec moteurs Allison V-1710.
- Boeing Model 306 Hydravion : Hydravion similaire au Boeing 314, utilisant également des moteurs Allison V-1710.
- Boeing Model 306A Avion de Passagers : Avion de passagers avec quatre moteurs radiaux Pratt & Whitney S1EG Hornet.

Longueur : 18,29 m
Envergure : 42,67 m
Équipage : 10 membres
Moteurs : 4 moteurs en ligne V-12 refroidis par liquide (modèle : Allison V-1710)
Autonomie : 8046,72 km
Armement :
- 2 mitrailleuses de 12,7 mm
- 2 mitrailleuses de 7,62 mm
- Capacité de bombes : 2041,17 kg